# Behemot

Behemot i Lewiatan, grafika Williama Blake’a.

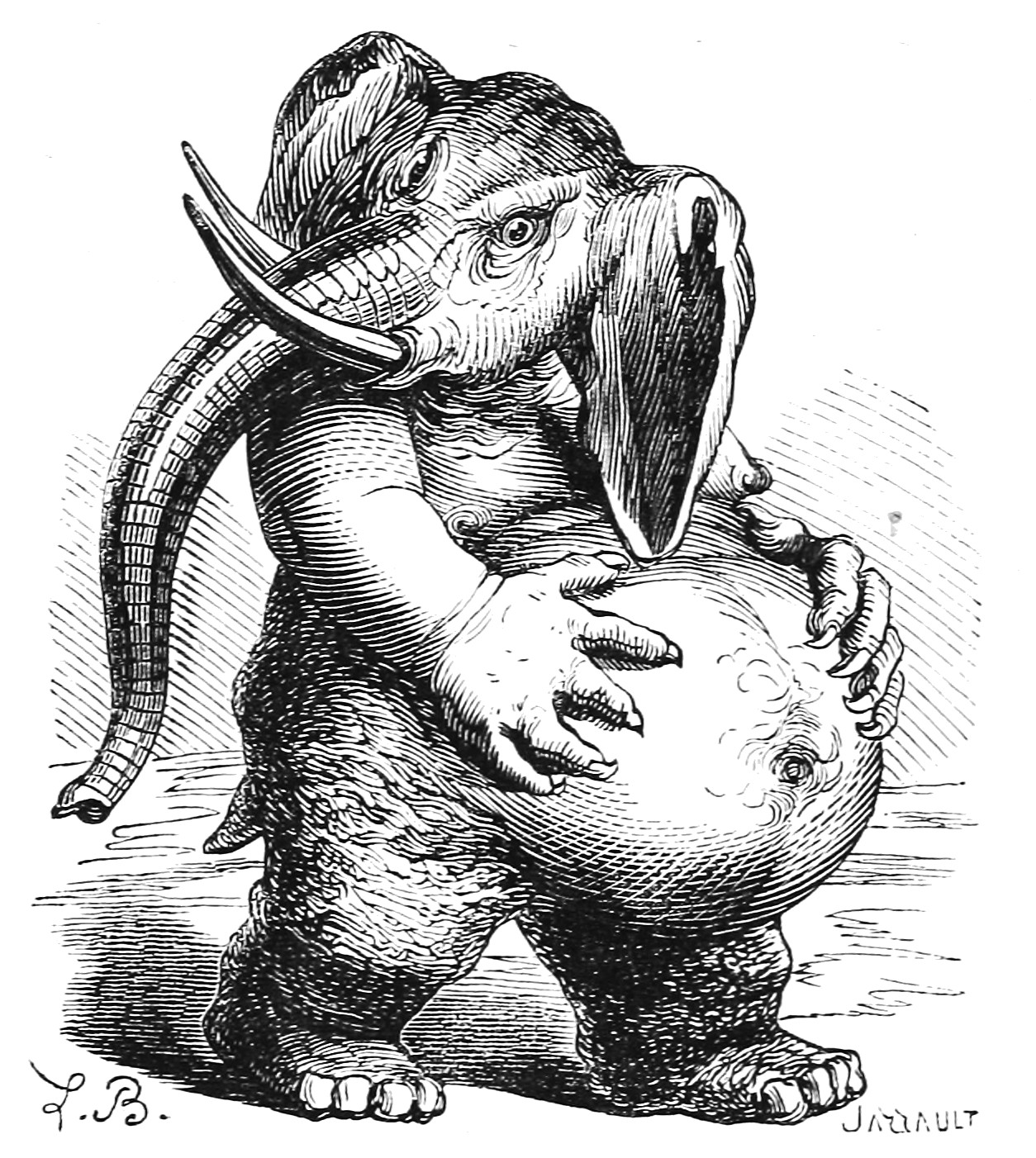
Behemot według Słownika wiedzy tajemnej Collina de Plancy, 1863.

Behemot (hebr. בהמות Bəhēmôth, Behemot, B'hemot „bestie; zwierzęta”; arab, بهيموث albo بهموت Bahīmūth) – nieprzetłumaczone imię zwierzęcia wspomnianego w Księdze Hioba, 40,15. Wraz z Lewiatanem jest on przedstawiony jako stworzenie dowodzące wielkości i mocy stwórczej Jahwe w opozycji do Hioba. Przedstawiony jako postać podobna do hipopotama lub słonia.
Najprawdopodobniej, בהמות bəhēmôth to liczba mnoga słowa בהמה bəhēmāh, znaczącego „zwierzę”, „bestię” w jęz. hebrajskim, co sugeruje, że stworzenie to jest wielkości kilku zwierząt.

## Niektóre teorie
Wśród biblistów istnieją podzielone opinie co do tego, czy Behemota należy interpretować jako rzeczywiście istniejące zwierzę czy istotę mityczną.
Samuel Bochart (1599-1667) w Hierozoiconie sugerował, że Behemot to hipopotam, domyślając się, że hebrajskie słowo behemoth może pochodzić od egipskiego „p'-ih-hw” – „wół wodny”. Etymologiczne skojarzenie Behemota z hipopotamem okazało się nieprawidłowe, gdyż takiego słowa w języku egipskim nie było. Mimo to pewne elementy opisu Behemota, jak potężne ciało i przebywanie w pobliżu wody, powodują, że ta interpretacja jest podtrzymywana przez niektórych biblistów. Wykopaliska potwierdzają występowanie hipopotamów nilowych w dolinie Jordanu do IV w. p.n.e. Taka interpretacja znajduje odzwierciedlenie w języku rosyjskim, gdzie begemot (бегемот) stanowi określenie hipopotama.
Według midraszu niemożliwe jest pokonanie Behemota przez kogokolwiek, z wyjątkiem jego Twórcy – w tym przypadku Jahwe. Późniejsza tradycja żydowska głosi, że na uczcie na Końcu Świata Behemot zostanie złożony w ofierze i spożyty razem z Lewiatanem i Zizem. Hebrajski Behemot jest utożsamiany z perskim Hadhajosz.
Przez Augustyna z Hippony utożsamiany był z diabłem (O Państwie Bożym, XI,15).
Niektórzy kreacjoniści młodej Ziemi, jak na przykład Alfred Palla, identyfikują Behemota z brachiozaurem bądź diplodokiem. Według nich biblijny opis zwierzęcia, np.: „jego ogon masywny i długi jak pień cedru, kości niczym metalowe rury, niemożliwość złapania go na hak” (Hi 40:16-24) pasuje do dużych lądowych dinozaurów, ale nie do hipopotama czy słonia. Niemniej, Philip J. Senter obalił tezę że Behemot był dinozaurem.

## Nawiązania w literaturze
Michaił Bułhakow w swojej powieści Mistrz i Małgorzata nadał imię Behemot członkowi świty Wolanda występującemu pod postacią kota mogącego zamieniać się w człowieka.
W cyklu „Ekspansja” autorstwa duetu publikującego pod pseudonimem James S.A. Corey, jest to nazwa kosmicznej arki zbudowanej przez mormonów w celu podróży do Tau Ceti.